# كاثوليكية
المسيحية الكاثوليكية أو الكَثُلِيَّة أو الكَثُلِكِيَّة (باليونانية: καθολικισμός) هو مصطلح واسع يصف مجموع المؤمنين، ومؤسسات، وعقائد، ولاهوت، وقداس، وأخلاق، وقيم الروحية للكنيسة الرومانيّة الكاثوليكية. يصف مصطلح الكاثوليكية جميع الكنائس المسيحية التي تقر بسيادة البابا والتي تجمعها شراكة مع الكرسي الرسولي.
تعتبر الكاثوليكية أكبر طوائف الدين المسيحية. يقع مركزها الروحيّ في مدينة الفاتيكان، مقر بابا الكاثوليك، يتواجد أتباعها في كثير من دول العالم وخاصًة في جنوب أوروبا وأمريكا اللاتينية.

## تنظيم الكنيسة
يوجد داخل الكنيسة الكاثوليكية مجموعة من التقاليد الكنسية، فإلى جانب التقليد الروماني اللاتيني الذي ينتمي له غالبية الكاثوليك، تحتضن الكنيسة خمسة تقاليد شرقية تتبعها 24 كنيسة كاثوليكية شرقية. جميع هذه التقاليد والمرجعيات لها تنظيمها الخاص وقيادتها الذاتية تحت سلطة البابا، وهي محمية من أي محاولة لتحويلها للتقليد اللاتيني.
من الطوائف المسيحية الكاثوليكية الشرقية:
- كنيسة الروم الكاثوليك
- كنيسة السريان الكاثوليك
- الكنيسة المارونية
- الكنيسة الكلدانية الكاثوليكية
- الكنيسة الكاثوليكية القبطية
- كنيسة الأرمن الكاثوليك
- كنيسة اللاتين في القدس

## الديموغرافيا والإنتشار

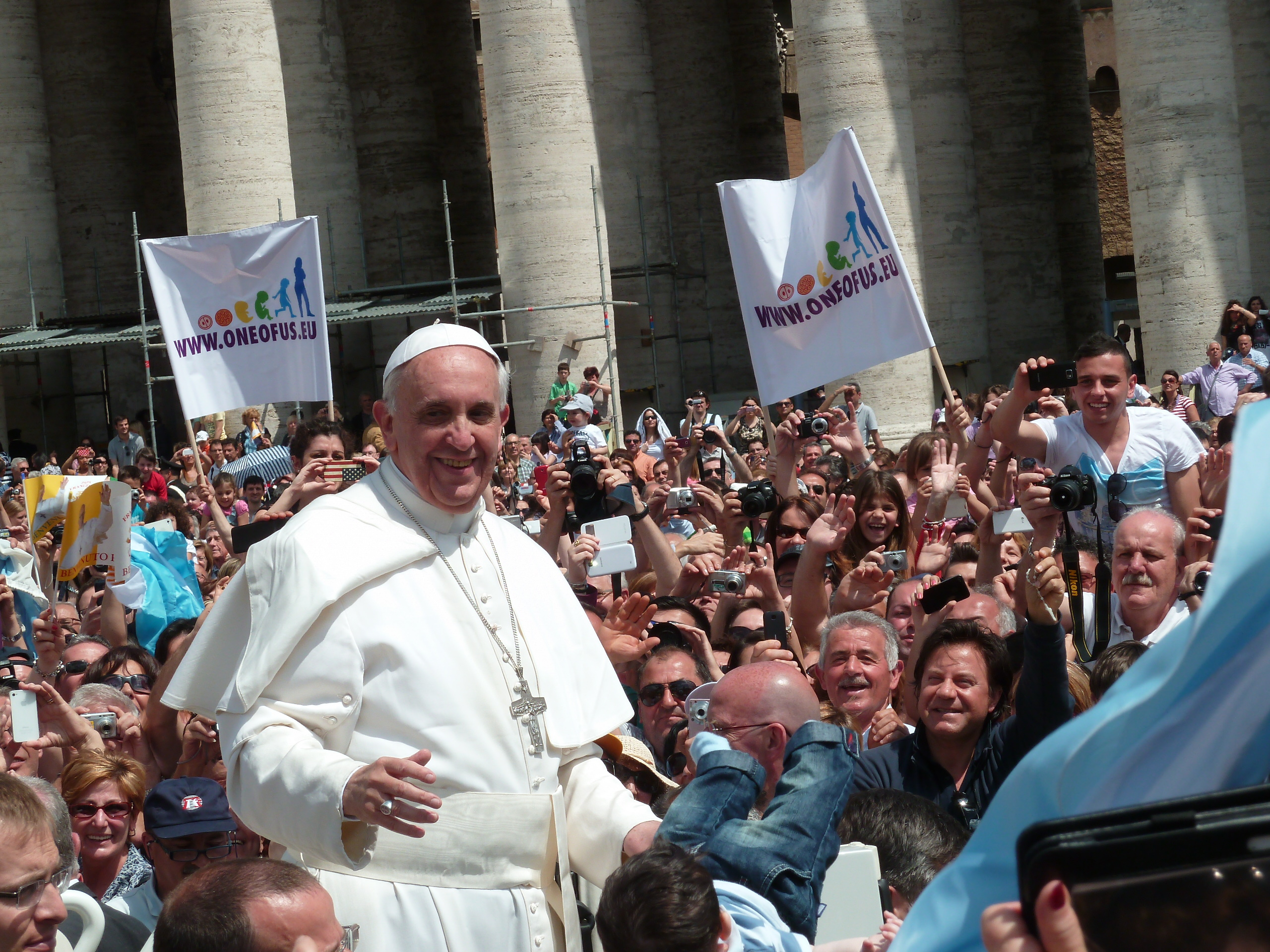
البابا الراحل فرنسيس محاط بحشد كاثوليكي في ساحة القديس بطرس.

تأتي الكنيسة الكاثوليكية في مقدمة الطوائف المسيحية انتشارًا، حوالي 1.2 مليار نسمة (17.33% من البشرية، 51.4% من المسيحية)؛ الغالبية العظمى من أتباع الكاثوليكية هم أتباع الكنيسة الرومانية الكاثوليكية ذووي التقليد الطقسي اللاتيني وتصل أعدداهم 1.19 مليار، في حين أنّ أتباع الكنائس الكاثوليكية الشرقية تصل أعدادهم إلى 17.2 مليون.
وجدت الدراسة التي أعدّها «مركز (بيو) حول الدين والحياة العامة» لعام 2011 أنّ المسيحية الكاثوليكية تأتي في مقدمة الطوائف المسيحية وهم حوالي 1.13 مليار نسمة (17.33% من البشرية، 51.4% من المسيحية). يشكل المنتمين إلى الطقس اللاتيني الغالبيّة العظمى من أتباع الكنيسة الكاثوليكية وتصل أعدادهم إلى 1.1 مليار نسمة.
تتصدّر البرازيل قائمة أكبر عدد سكان في العالم من الكاثوليك (حوالي 134 مليون). تحتوي البرازيل وحدها على عدد من الكاثوليك بشكل أكبر مما في إيطاليا وفرنسا وإسبانيا مجتمعة. يُذكر أن أكبر عشرة دول الكاثوليكية من حيث عدد السكان تحتوي على أكثر من نصف (56%) من الكاثوليك في العالم. معظم البلدان التي لديها أكبر عدد من السكان الكاثوليك لديها أغلبية الكاثوليكية. على الرغم من أنّ الولايات المتحدة لديها رابع أكبر عدد من السكان الكاثوليك في العالم الا أنّ نسبة الكاثوليك في البلاد هي 24%. هناك 67 بلدًا في العالم فيه الكاثوليك يشكلّون غالبية السكان.
يقطن حوالي نصف كاثوليك العالم في الأمريكتين (حوالي 40% يتواجدون في أمريكا اللاتينية)، في حين أنّ 24% من كاثوليك العالم موجودون في أوروبا، خصوصًا في جنوب وغرب أوروبا، وتحوي القارة الأفريقية 16.1% من كاثوليك العالم. أمّا آسيا وأوقيانوسيا فتحوي 12.0% من الكاثوليك في العالم. أما في الشرق الأوسط فيعيش فيها 0.5% من كاثوليك العالم ويقطنون بشكل خاص في لبنان، وفلسطين، وسوريا، ودول الخليج العربي ودول المغرب العربي.